# Nationalsozialistischer Untergrund

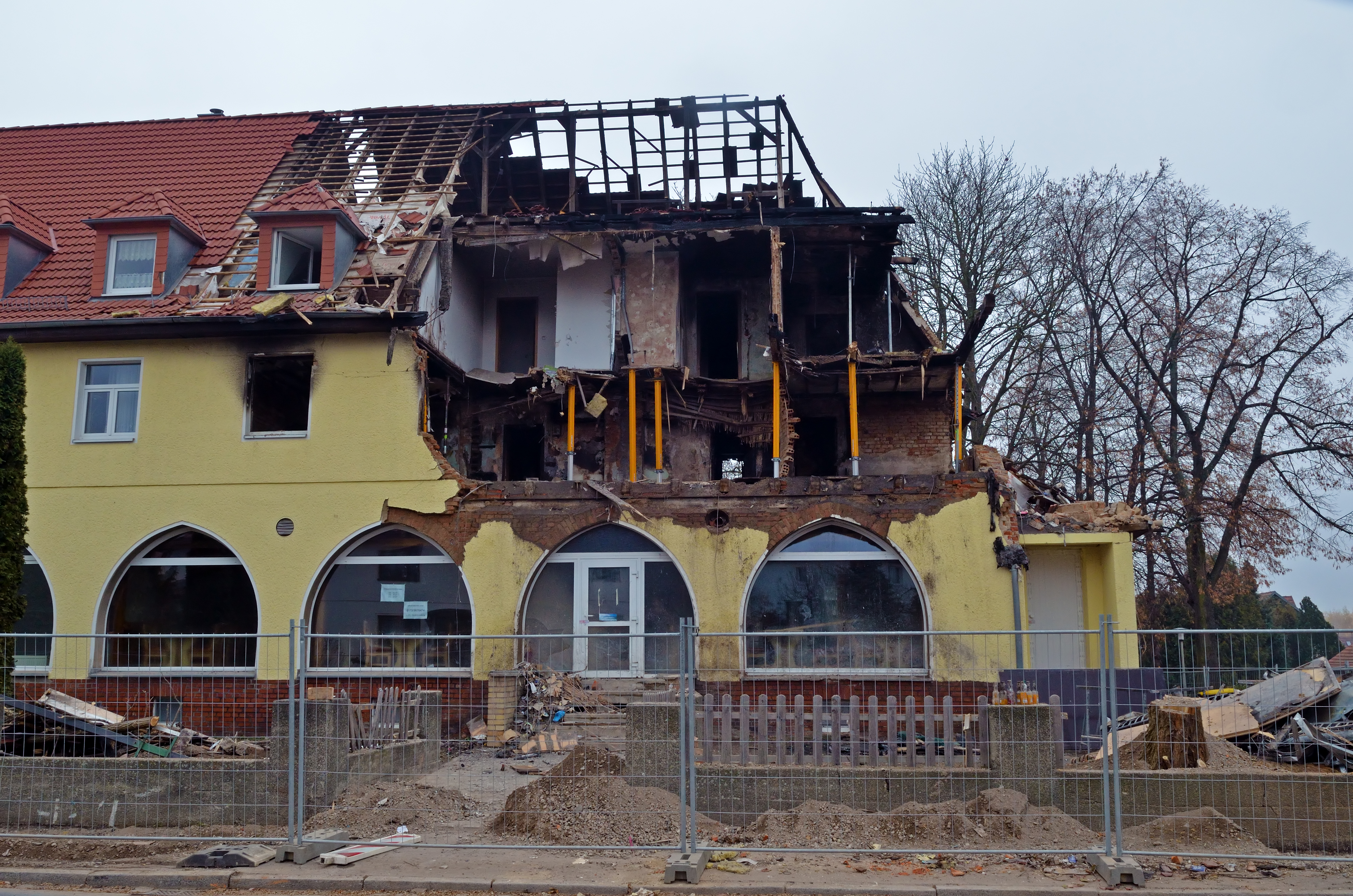
Zniszczony dom w Zwickau (2011)

Nationalsozialistischer Untergrund, NSU (pol. Narodowosocjalistyczne Podziemie, w niemieckich mediach nazywane Zwickauer Terrorzelle) – neonazistowska, skrajnie prawicowa grupa terrorystyczna złożona z przynajmniej trzech osób (Beate Zschäpe, Uwe Mundlos, Uwe Böhnhardt). Liczba członków i zwolenników ugrupowania jest szacowana na ok. 200.
Na ugrupowaniu ciążą zarzuty zamordowania dziesięciu osób i przygotowanie dwóch zamachów bombowych. Głównym motywem ich działania była nienawiść do obcokrajowców. Działająca w podziemiu komórka NSU została wykryta, kiedy po nieudanym napadzie na bank Mundlos i Böhnhardt popełnili w listopadzie 2011 samobójstwo.
Proces NSU rozpoczął się 6 maja 2013 przed Wyższym Sądem Krajowym (OLG) w Monachium. 11 lipca 2018 roku Beate Zschäpe została skazana na karę dożywotniego pozbawienia wolności.
Po rozbiciu grupy ponownie ożyła w Niemczech dyskusja na temat delegalizacji faszyzującej, nacjonalistycznej partii NPD.